# 天台山記
『天台山記』（てんだいさんき）は、唐の道士である徐霊府（じょれいふ）が宝暦元年（825年）に記した、天台山の地誌。全1巻。
中国では失われ、日本にのみ残る佚存書である。

## 概要
著者の徐霊府は銭塘天目山の人で、黙希子と号した。道士であるが儒学にも通じ、天台山の石室で十数年過ごした。会昌年間のはじめに武宗が招こうとしたが断った。著書には『玄鑑』5巻、『文子』（通玄真経）注12巻、『天台山記』、『三道要略』があった。このうち『文子』注と『天台山記』が現存する。
『天台山記』の記述から、徐霊府は元和10年（815年）に天台山に住むようになり、宝暦元年（825年）にこの書物を記したことがわかる。
『通志』芸文略や『直斎書録解題』に『天台山記』1巻と記すが、その後中国では滅んだ。
日本の国立国会図書館が所蔵する写本が現存する唯一の古いテクストであり、重要文化財に指定されている。平安時代の写本という。
薄井俊二によると、『天台山記』はおそらく円珍によって日本にもたらされたという。成尋の『参天台五台山記』でも『天台山記』が引用されている。
清末の『古逸叢書』に収録され、中国でも再び知られるようになった。
『大正新脩大蔵経』にも収録している（第51巻・史伝部三、No.2096）。

## 関連文献
- 薄井俊二『天台山記の研究』中国書店、福岡、2011年。ISBN 4903316246。